# Minnesota Timberwolves 2012-2013
La stagione 2012-13 dei Minnesota Timberwolves fu la 24ª nella NBA per la franchigia.
I Minnesota Timberwolves arrivarono quinti nella Northwest Division della Western Conference con un record di 31-51, non qualificandosi per i play-off.

## Roster
| N° | Naz.                   | Ruolo | Sportivo         | Anno | Alt. | Peso |
| -- | ---------------------- | ----- | ---------------- | ---- | ---- | ---- |
| 1  | Russia (bandiera)      | G     | Aleksej Šved     | 1988 | 198  | 86   |
| 3  | Stati Uniti (bandiera) | G     | Brandon Roy      | 1984 | 198  | 98   |
| 5  | Stati Uniti (bandiera) | G     | Will Conroy      | 1982 | 188  | 88   |
| 5  | Stati Uniti (bandiera) | A     | Josh Howard      | 1980 | 201  | 95   |
| 7  | Stati Uniti (bandiera) | A     | Derrick Williams | 1991 | 203  | 109  |
| 8  | Stati Uniti (bandiera) | G     | Malcolm Lee      | 1990 | 196  | 91   |
| 9  | Spagna (bandiera)      | G     | Ricky Rubio      | 1990 | 193  | 82   |
| 10 | Stati Uniti (bandiera) | G     | Chase Budinger   | 1988 | 201  | 99   |
| 11 | Porto Rico (bandiera)  | G     | José Barea       | 1984 | 183  | 79   |
| 13 | Stati Uniti (bandiera) | G     | Luke Ridnour     | 1981 | 188  | 79   |
| 14 | Montenegro (bandiera)  | A     | Nikola Peković   | 1986 | 211  | 110  |
| 15 | Francia (bandiera)     | A     | Mickaël Gelabale | 1983 | 201  | 98   |
| 17 | Stati Uniti (bandiera) | C     | Lou Amundson     | 1982 | 206  | 102  |
| 20 | Stati Uniti (bandiera) | C     | Chris Johnson    | 1985 | 211  | 95   |
| 32 | Stati Uniti (bandiera) | A     | Lazar Hayward    | 1986 | 198  | 102  |
| 33 | Stati Uniti (bandiera) | A     | Dante Cunningham | 1987 | 203  | 104  |
| 34 | Stati Uniti (bandiera) | C     | Greg Stiemsma    | 1985 | 211  | 118  |
| 42 | Stati Uniti (bandiera) | A     | Kevin Love       | 1988 | 208  | 118  |
| 47 | Russia (bandiera)      | A     | Andrej Kirilenko | 1981 | 206  | 100  |

## Staff tecnico
- Allenatore: Rick Adelman
- Vice-allenatori: Terry Porter, Jack Sikma, T.R. Dunn, Bill Bayno
- Vice-allenatori per lo sviluppo dei giocatori: Shawn Respert, David Adelman
- Advance scout: Pat Zipfel
- Preparatore fisico: Keke Lyles
- Preparatore atletico: Gregg Farnam